# زگیل‌داران
زگیل‌داران (نام علمی: Phacochoerus) نام یک سرده از خانواده گرازان است. فاکوچئروس یک سرده از خانواده خوک‌سانان است که معمولاً با نام گراز وحشی شناخته می‌شود. این حیوانات در زیستگاه‌های باز و نیمه‌باز، حتی در مناطق بسیار خشک، در آفریقای جنوب صحرا زندگی می‌کنند. دو گونه از گرازهای وحشی که پیش‌تر تحت نام علمی Phacochoerus aethiopicus یک گونه تلقی می‌شدند، اکنون به دو گونه تقسیم شده‌اند: گراز وحشی صحرایی که همچنان با نام علمی Phacochoerus aethiopicus شناخته می‌شود و گراز وحشی معمولی (Phacochoerus africanus) که گونه‌ای شناخته‌شده‌تر و گسترده‌تر است.
بدن گرازهای وحشی از دور عمدتاً بدون مو به نظر می‌رسد، اگرچه آن‌ها پوشیده از موهای زبر هستند و تنها نوار مویی در طول پشت و دسته‌هایی روی صورت و دم آن‌ها قابل مشاهده است. نام انگلیسی warthog به معنای «گراز زگیلی» به زائده‌های روی صورت این حیوان اشاره دارد که در نرها بسیار برجسته‌تر است. نرها همچنین دارای عاج‌های بسیار بزرگی هستند که طول آن‌ها بین ۲۵ تا ۶۴ سانتی‌متر می‌رسد، در حالی که عاج ماده‌ها همیشه کوچک‌تر است. این حیوانات عمدتاً گیاه‌خواری هستند، اما مانند سایر اعضای خانواده خوک‌سانان، به‌صورت فرصت‌طلبانه از بی‌مهرگان، حیوانات کوچک و حتی مردار تغذیه می‌کنند.
اگرچه هر دو گونه گراز وحشی در حال حاضر نسبتاً رایج و پراکنده هستند و طبق طبقه‌بندی اتحادیه بین‌المللی حفاظت از طبیعت (IUCN) در وضعیت کمترین نگرانی قرار دارند، زیرگونه‌ای از گراز زگیل‌دار بیابانی با نام «گراز کیپ» (P. a. aethiopicus) در حدود سال ۱۸۶۵ منقرض شده است. این نشان می‌دهد که با وجود گستردگی و سازگاری این حیوانات، برخی از زیرگونه‌های آن‌ها به‌دلیل شرایط خاص زیست‌محیطی و انسانی از بین رفته‌اند.